# Пиво в Болгарии

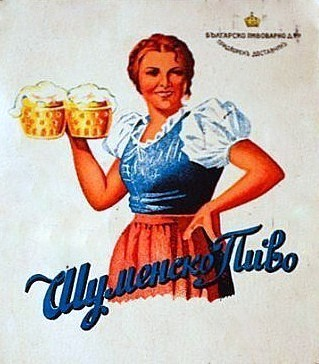
Реклама пива 1942 г.

Современная история пива в Болгарии восходит ко второй половине XIX века, когда оно было завезено иностранцами из Австро-Венгрии, Франции и Швейцарии. До этой поры пиво было практически неизвестно в стране, а из алкогольных напитков наиболее популярны были ракия и вино.

## История

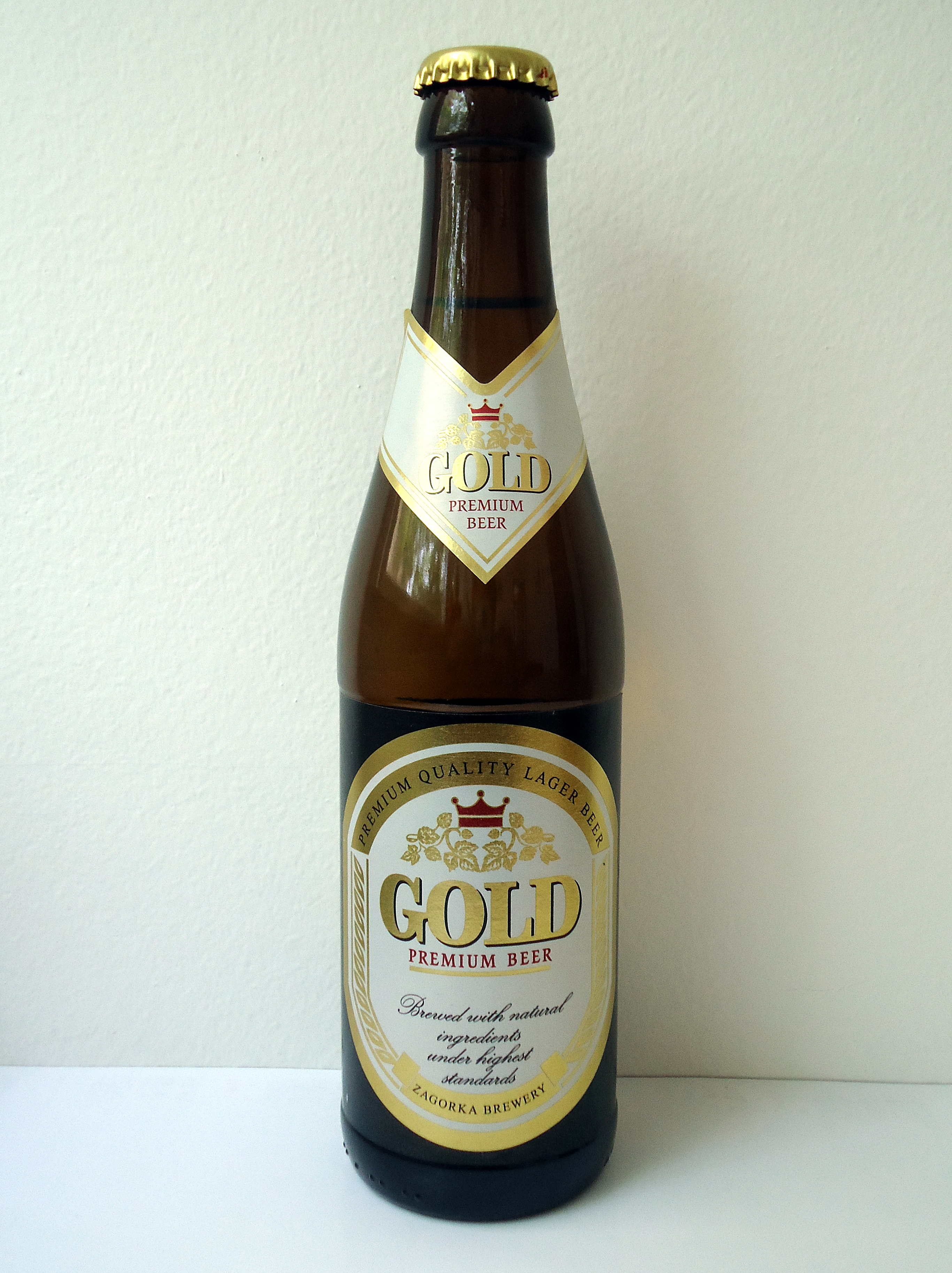
Загорка Голд

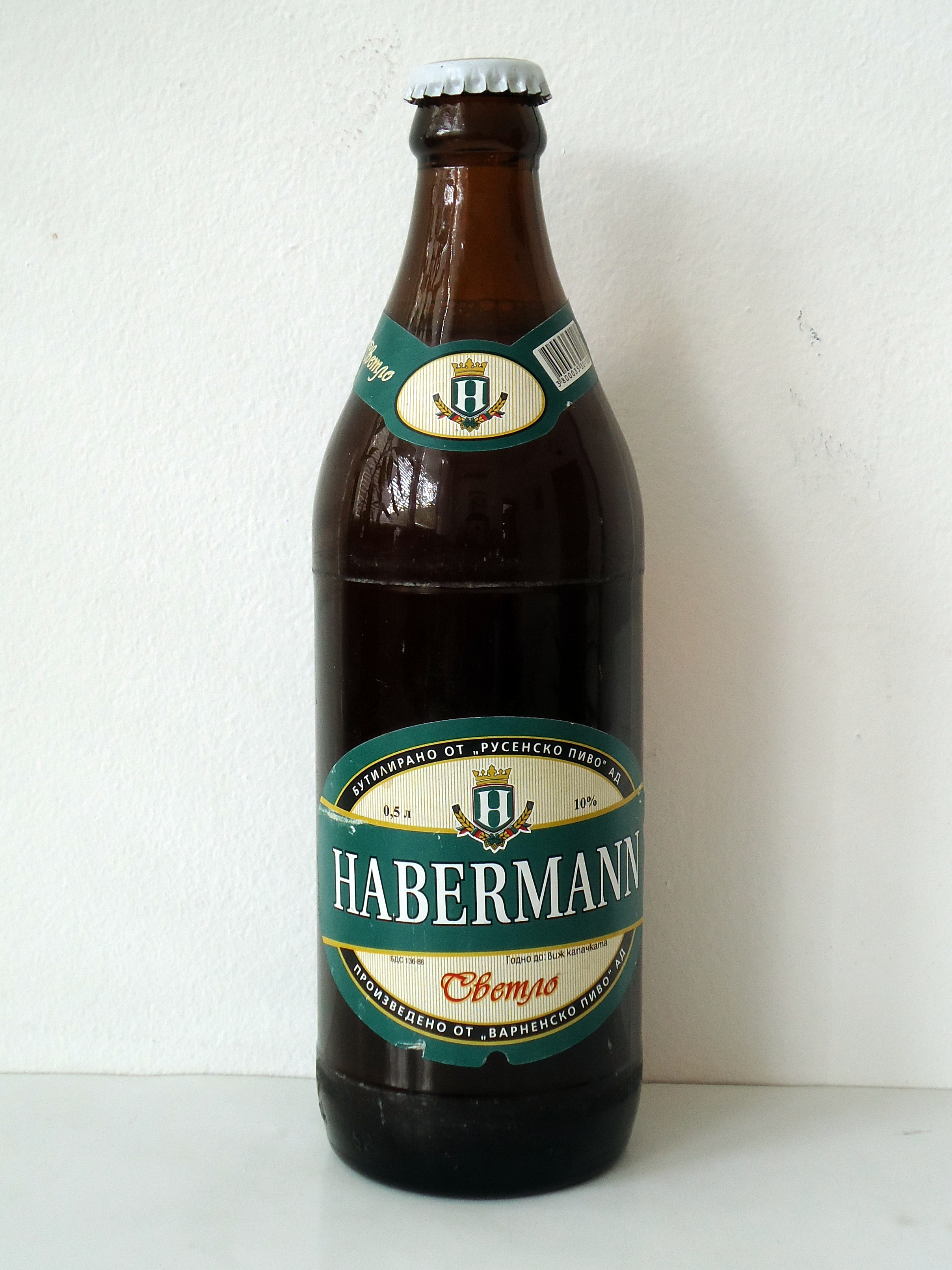
Русенское пиво Хаберман

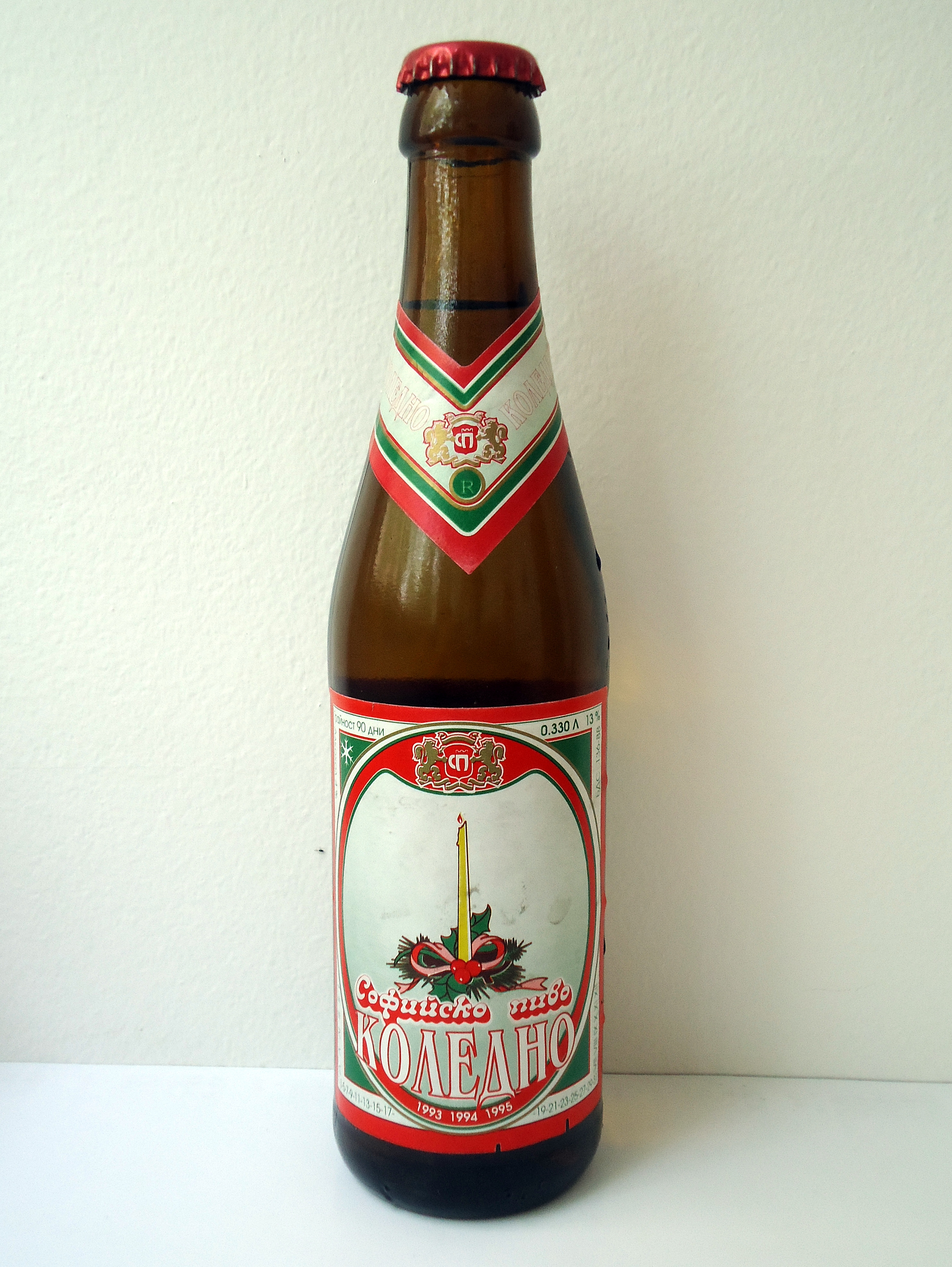
Софийское рождественское пиво

В середине XIX века в Болгарию пришла волна иммигрантов из Венгрии, где произошла неудачная попытка государственного переворота. Лидер венгерского революционного движения Лайош Кошут, вместе с более чем 1500 поляками и венграми, прибыл в г. Видин. В 1849 г. большинство иммигрантов поселились в одном из наиболее развитых городов северной части Османской империи — Шумене. Именно здесь европейские иммигранты катализируют возникновение многих социальных и культурных событий.  В 1850 году в Шумене впервые в Болгарии иммигранты начинают производить пиво. Пиво уже было широко известно в Европе, а в Болгарии набирает популярность именно из Шумена. Профессиональный чешский пивовар Франц-Франтишек Милде открывает пивзавод "Шуменский" в Шумене в 1882 году и тогда же помогает основать Болгарскую ассоциации пивоваров. Пиво приходит в страну и в других городах — француз Дюкорп, который работал инженером на железной дороге недалеко от Софии, между 1873 г. и 1876 г., открывает небольшую пивоварню в Бояна. Чех Иржи Прошек, который приехал в Болгарию в 1873 году, чтобы работать на той же железнодорожной линии, заметил, что местные имеют примитивный обычай варить пиво во время жатвы.
В Пловдиве в 1876 году открывается пивоварня швейцарских немцев Рудольфа Фрика и Фридриха Зульцера. Она превращается в большой и современный завод в 1879–1881 при содействии швейцарского эксперта Кристиана Августа Боманти. Производство началось в 1882 году рядом с Каменицей, недалеко от города, и продолжается по сей день. Первый пивоваренный завод в Варне появляется в 1884 году, когда предприниматели Касабов и Втичев открывают небольшую фабрику.
Иржи Прошек и его братья основали пивоварню «Витоша» в Софии в 1884 году. Сегодня она известна как "Ариана".
В 1899 году болгарские партнёры Милде пытаются обмануть его, поэтому он покупает австрийскую пивоварню "Йохан Хаберман" в Русе (основана в 1876 г.) и начинает производить пиво там. Опасаясь конкуренции, партнёры быстро погасили свои долги, и Милде возвращается в Шумен, оставив своего брата Себастьяна в качестве менеджера завода в Русе.
В конце XIX – начале XX века пиво быстро завоёвывает популярность среди болгарского среднего класса и в большинстве крупных городов открывается большое количество пабов. После Первой мировой войны в Болгарии насчитывается уже 18 пивоваренных заводов.
После Второй мировой войны, так как Болгария стала частью Восточного блока, все пивоварни были национализированы.

## Экономика
Местный рынок пива производит 582 миллиона литров пива в год. Традиционный выбор болгар — стандартное светлое пиво, но с покупкой местных пивоварен компаниями Heineken, InBev и Carlsberg потребительский выбор пива расширился. Динамика экспорта и импорта пива начала расходиться — экспорт в 2007 году вырос до 8,4 млн литров, импорт сократился до 4,6 млн литров. Болгария экспортирует пиво в основном в соседние страны, такие как Северная Македония, Румыния и Сербия, а также в США, Великобританию и Испанию.

## Болгарские пивоваренные заводы и торговые марки

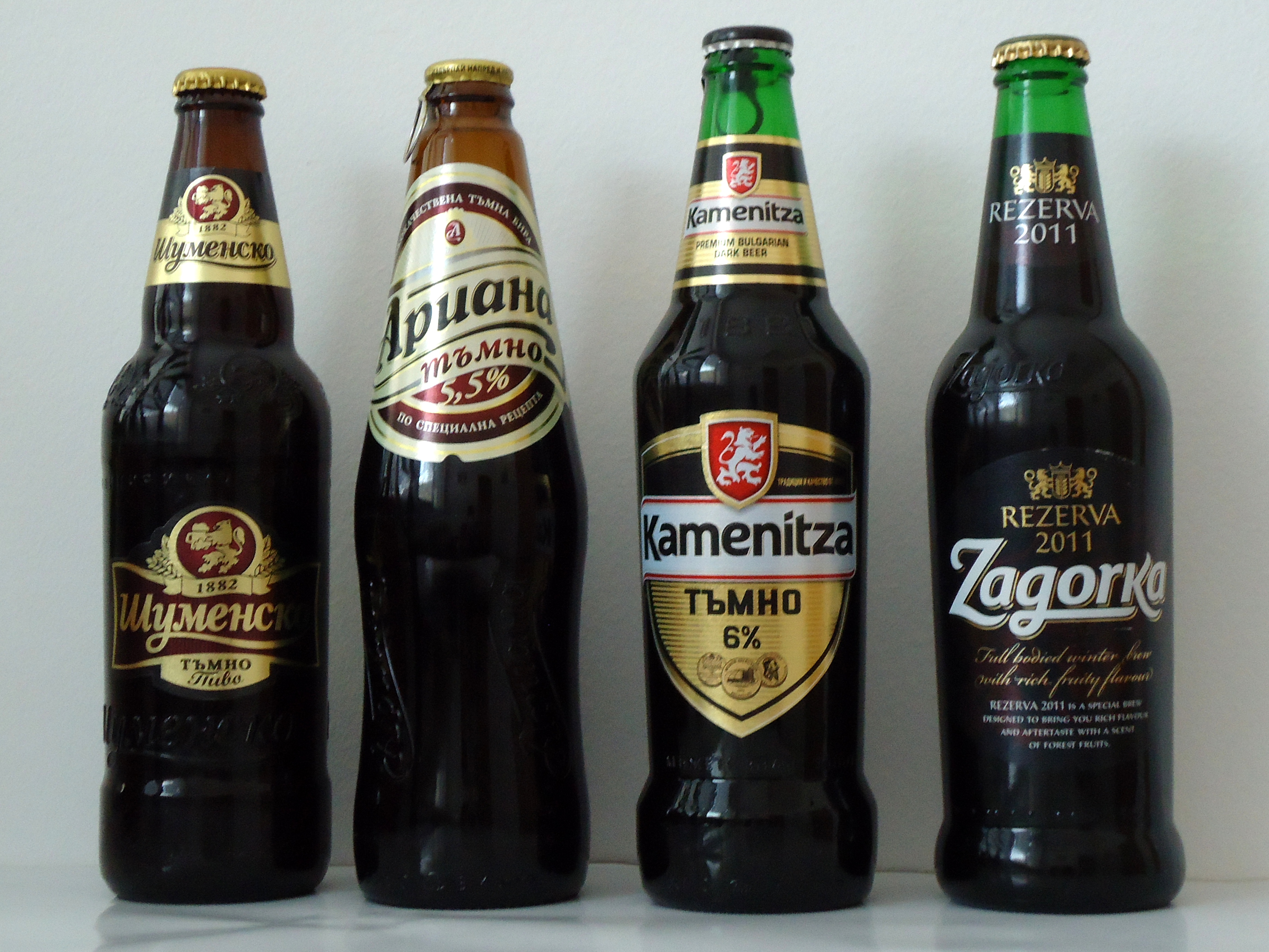
Тёмное пиво

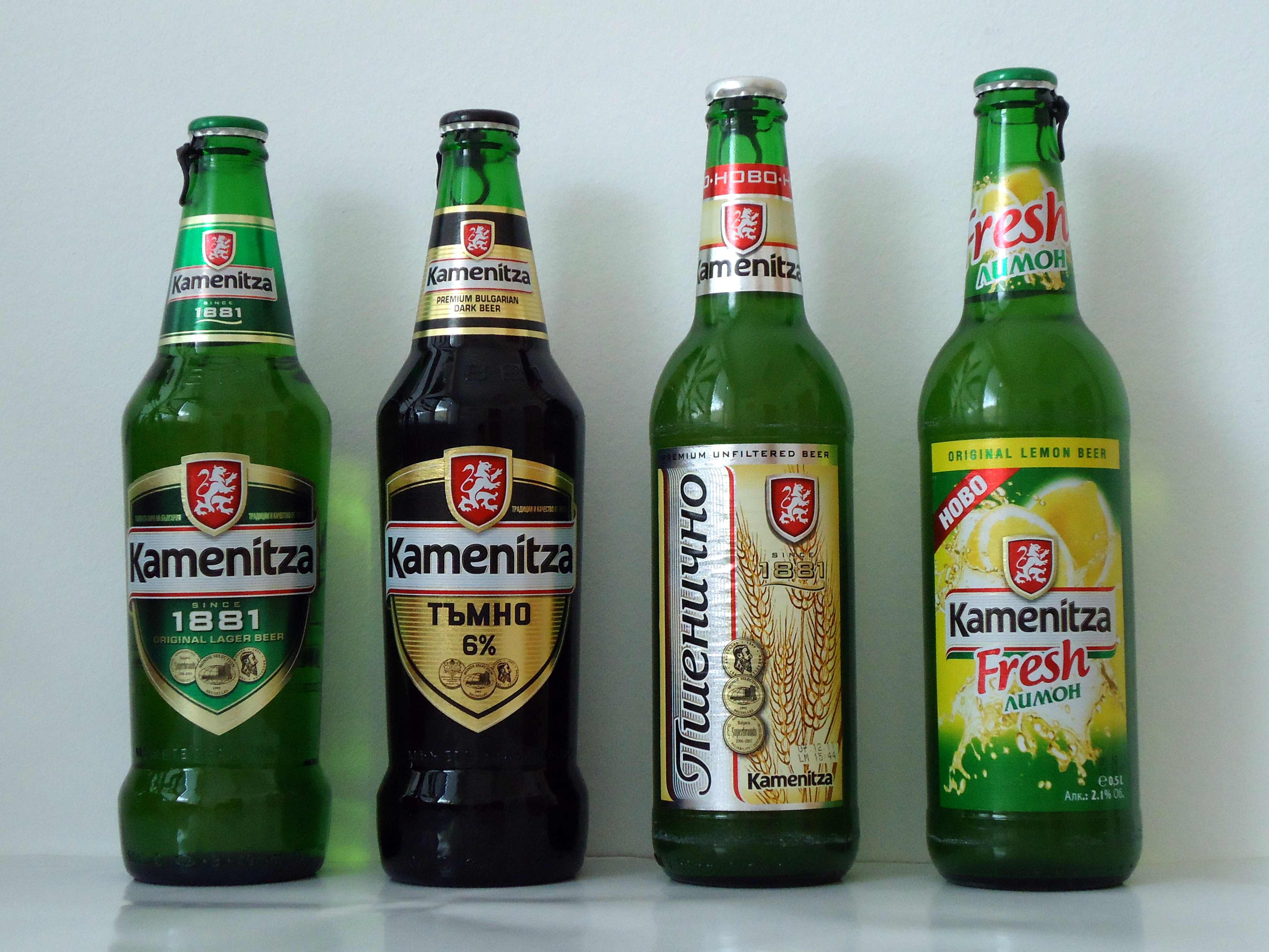
Пиво «Каменица»

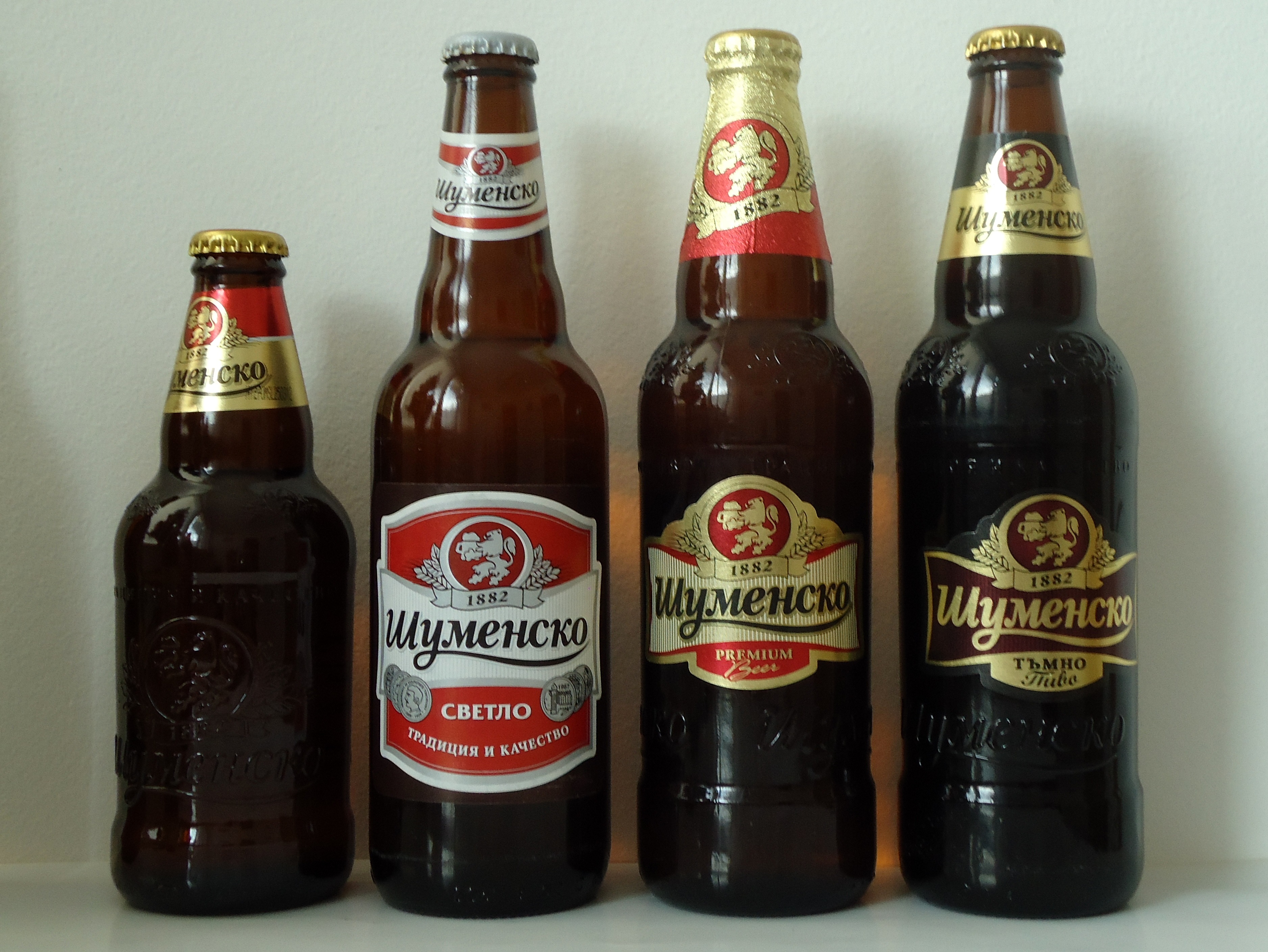
Пиво «Шуменско»

- Марки Загорка АД (собственность компании Heineken):
  - собственные: Ариана, Загорка и Столично;
  - лицензия: Амстел и Хайнекен

- Марки на Каменица АД (собственность Molson Coors):
  - собственные: Каменица, Астика, Бургаско и Славена;
  - лицензия: Бекс, Старопрамен, Стела Артуа

- Марки Карлсберг Болгария АД (собственность Carlsberg Group):
  - собственные: Шуменско и Пиринско;
  - лицензия: Карлсберг, Туборг, Будвайзер Будвар и Холстен

- Марки «Болярка ВТ» АД:
  - собственные: Болярка, Балканско, Диана, Кингс и Швейк;
  - лицензия: Калтенберг

- Марки «Ломско пиво» АД:
  - собственные: Алмус, Мизия, Шопско пиво, Дунавско пиво, Гредберг

- Марки небольших пивоваренных заводов и пивоварен:
  - «Агрима» АД: Струмско пиво;
  - «Бълборг» АД: Бълборг;
  - «Бритос» АД: Бритос;
  - «Тримекс — Сервиз» АД: Кметско пиво;
  - «Пети океан» ООД: Пети океан;
  - «Микроспектър» ООД: Галахър;
  - «Белинвест — Трявна» ООД: Люкс;
  - «Пивоварна 359» ЕООД: Диво пиво.
  - «Гларус Крафт Брюинг»: Гларус.
  - «Блек Пайн»: Блек Пайн.